# Energia wiązania chemicznego
Energia wiązania chemicznego – najmniejsza energia potrzebna do rozerwania wiązania chemicznego. Energię wiązań wyraża się najczęściej w jednostkach kJ/mol. 
Energia wiązania substancji AB jest to energia wymieniana między układem a otoczeniem podczas rozpadu 1 mola AB na atomy A i B lub podczas tworzenia się 1 mola AB z atomów A i B. Łączna energia wiązań jest sumą wszystkich wiązań między A i B z uwzględnieniem ich krotności. 
Na podstawie energii wiązań można oszacować entalpię reakcji, przy założeniu cyklu przemian polegających na rozpadzie wiązań w cząsteczkach substratów, a następnie na tworzeniu z atomów wiązań w cząsteczkę produktu.